# Willy Suhrbier
Willy Suhrbier (* 23. Februar 1921; † 15. Dezember 2000) war ein deutscher Badmintonspieler. 

## Karriere
Willy Suhrbier gewann nach zwei Schleswig-Holsteinischen Mixed-Titeln 1959 mit dem Team des VfB Lübeck Bronze bei den deutschen Mannschaftsmeisterschaften. Im Folgejahr steigerte sich die Mannschaft auf den Silberrang, wobei man im Endspiel gegen den 1. DBC Bonn unterlag. Auch in den nächsten beiden Jahren reichte es für die Lübecker nur zu Rang zwei.

## Sportliche Erfolge
| Saison    | Veranstaltung                                 | Disziplin  | Platz | Name |
| --------- | --------------------------------------------- | ---------- | ----- | --- |
| 1958      | Schleswig-Holsteinische Einzelmeisterschaften | Mixed      | 1     | Bärbel Wichmann / Willy Suhrbier (VfB Lübeck)                                                                                     |
| 1959      | Schleswig-Holsteinische Meisterschaften       | Mixed      | 1     | Bärbel Wichmann / Willy Suhrbier (VfB Lübeck)                                                                                     |
| 1958/1959 | Deutsche Mannschaftsmeisterschaft             | Mannschaft | 3     | VfB Lübeck |
| 1959/1960 | Deutsche Mannschaftsmeisterschaft             | Mannschaft | 2     | VfB Lübeck (Jürgen Jipp, Manfred Puck, Willy Suhrbier, Ulrich Adler, Bärbel Wichmann, Anneli Hennen)                              |
| 1960/1961 | Deutsche Mannschaftsmeisterschaft             | Mannschaft | 2     | VfB Lübeck (Jürgen Jipp, Manfred Puck, Willy Suhrbier, Ulrich Adler, Bärbel Wichmann, Anneli Hennen)                              |
| 1961/1962 | Deutsche Mannschaftsmeisterschaft             | Mannschaft | 2     | VfB Lübeck (Jürgen Jipp, Ulrich Adler, Uwe Schicktanz, Ulrich Adler, Willy Suhrbier, Manfred Puck, Anneli Hennen, Annegret Böhme) |